# Pristimantis balionotus
Espèce
Synonymes
- Eleutherodactylus balionotus Lynch, 1979

Statut de conservation UICN

 EN B1ab(iii) : En danger
Pristimantis balionotus est une espèce d'amphibiens de la famille des Craugastoridae.

## Répartition
Cette espèce est endémique du Sud de l'Équateur. Elle se rencontre entre les provinces de Zamora-Chinchipe et de Loja à environ 2 800 m d'altitude sur l'Abra de Zamora.

## Publication originale
- Lynch, 1979 : Leptodactylid frogs of the genus Eleutherodactylus from the Andes of southern Ecuador. Miscellaneous Publication, Museum of Natural History, University of Kansas, vol. 66, p. 1-62 (texte intégral).